# (7412) Linné
«  (7412) Linnaeus » redirige ici. Pour les autres significations, voir Linnaeus.
(7412) Linné, désignation internationale (7412) Linnaeus, est un astéroïde de la ceinture principale.

## Description
(7412) Linné est un astéroïde de la ceinture principale. Il fut découvert par Eric Walter Elst le 22 septembre 1990 à La Silla. Il présente une orbite caractérisée par un demi-grand axe de 3,17 UA, une excentricité de 0,158 et une inclinaison de 2,57° par rapport à l'écliptique.
Il fut nommé en hommage au botaniste suédois Carl von Linné (1707-1778).

## Compléments